# Eccidio di Partinico
L'eccidio di Partinico è un episodio del risorgimento avvenuto a Partinico il 16 maggio 1860, durante la spedizione dei Mille.
La cittadina, dopo lo sbarco a Marsala di Garibaldi, si ribellò alle truppe borboniche e diversi civili vennero uccisi.

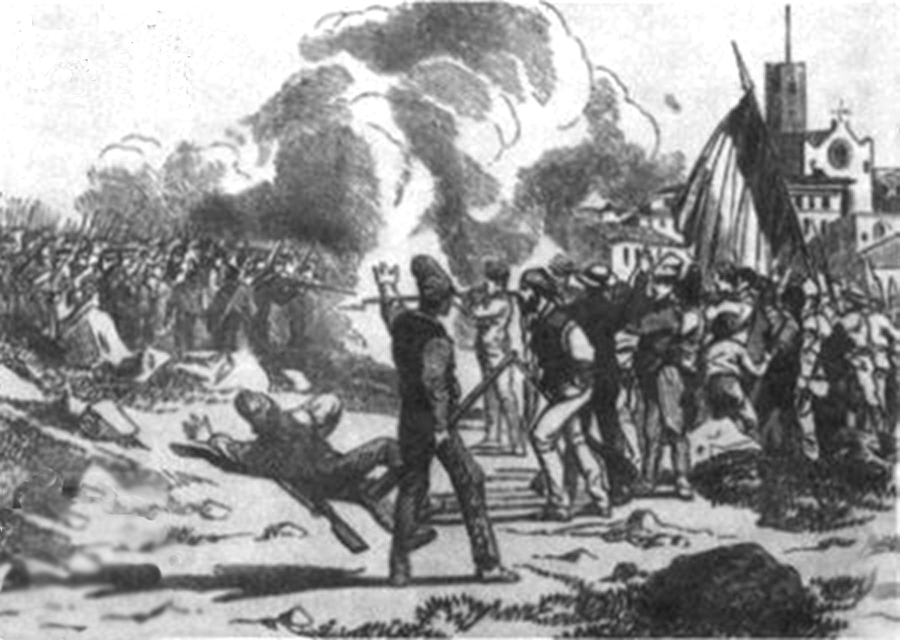
Stampa agiografica del tempo che rappresenta lo scontro fra militari borbonici (a sinistra sullo sfondo) e popolani (in primo piano). Al centro della stampa il fumo delle case incendiate.

## Lo sbarco di Garibaldi
Ancor prima dello sbarco garibaldino a Marsala, nell'aprile del 1860 nella zona circostante Partinico erano avvenuti scontri tra rivoltosi siciliani e truppe borboniche, collegati alla rivolta della Gancia. Il 6 aprile un gruppo di rivoltosi, guidati dal barone Sant'Anna, assalì a Monreale il 9º battaglione cacciatori, il cui comandante, il maggiore Ferdinando Beneventano del Bosco, contrattaccò con quattro compagnie respingendo i rivoltosi sulla strada per Partinico; tuttavia il controllo dell'ordine pubblico non venne completamente ripreso dalle truppe governative e, dopo non più di un mese, la stessa popolazione saccheggiò nella zona i quartieri militari, e le case degli ufficiali, tra cui quella di Giuseppe Buttà, che riportò la cronaca di questi eventi nel suo libro. Altri scontri avvennero in zona, e dopo il 18 aprile un gruppo di insorti, ritirandosi da un sanguinoso scontro avvenuto a Carini con le truppe borboniche, si ritirò a Partinico.

## La ritirata borbonica dopo Calatafimi
Dopo la battaglia di Calatafimi, alla mezzanotte del 15 maggio 1860 le truppe del generale Lanza, ritiratesi nell'abitato di Calatafimi, ricevettero l'ordine di mettersi in marcia per raggiungere Palermo.
La ritirata avvenne in modo disordinato e vide i reparti ippotrainati di carriaggi e artiglieria mescolarsi alla fanteria e ben presto superarla, lasciando i battaglioni senza viveri. Ciò spinse i militari a usare il solito mezzo delle requisizioni forzate, piegando la resistenza dei contadini con uccisioni e incendi.
La notizia della sconfitta borbonica si era diffusa rapidamente nell'area, spesso accompagnata da mirabolanti particolari che dipingevano i garibaldini come esseri sovrannaturali e invincibili, fomentando il sentimento di rivolta nella popolazione siciliana. Ad Alcamo, sulla via per Palermo, le truppe furono attaccate dai ribelli che sparavano dalle case e dai balconi, come rappresaglia i soldati incendiarono molte case.

## Il saccheggio e l'eccidio della popolazione
La sera del 16 maggio, una delle formazioni borboniche giunse a Partinico, cittadina posta a una cinquantina di chilometri a occidente di Palermo, all'epoca di circa 20.000 abitanti, dove le notizie della battaglia e dei successivi saccheggi operati dai militari in fuga, avevano destato un insieme di tripudio e di grande preoccupazione.
I partinicesi, speranzosi nell'arrivo dei garibaldini, erano decisi a difendere le loro povere scorte alimentari, a resistere alle requisizioni e, esaltati dalla notizia della vittoria di Calatafimi, ad attaccare la colonna di Landi quando questa fosse passata per la città. Quando il reparto borbonico giunse nella via principale della cittadina, fu accolto dai colpi di fucile della popolazione asserragliatasi nelle case. Inizialmente i soldati borbonici reagirono ed ebbero la meglio, attaccando, bruciando 60 case , svaligiandone 20 e uccidendo donne e bambini, ma stanchi, causa la ritirata, non resistettero al contrattacco degli abitanti e furono costretti a una fuga precipitosa e scomposta, lasciando nelle mani degli insorti un'ambulanza e diversi feriti e prigionieri che vennero massacrati dai popolani. (Secondo Bandi i borbonici proseguirono la loro ritirata verso Palermo)..
Inebriati dalla vittoria, i partinicesi si abbandonarono a orrendi atti di ferocia, uccidendo i borbonici caduti in loro mano e poi straziandone i corpi in una sorta di primitivo rito tribale, gettando molti cadaveri a bruciare nel fuoco delle loro case incendiate. Il bilancio fu di 40 soldati trucidati e 15 prigionieri da consegnare come trofeo ai garibaldini.

## L'arrivo dei garibaldini
I garibaldini arrivarono a Partinico due giorni dopo, accolti dalle campane che suonavano a festa, ma ai loro occhi si presentò uno spettacolo orribile, così descritto da Ernesto Teodoro Moneta:
(E.T. Moneta)
Gli eventi furono così commentati da Garibaldi: «A Partinico il popolo era frenetico. Molto maltrattato dai soldati borbonici, anteriormente alla pugna di Calatafimi quando questi tornarono fuggendo e sbandati, la popolazione di Partinico diede loro addosso massacrando quanti potevano, e perseguendo il resto verso Palermo. Miserabile spettacolo! Noi trovammo i cadaveri dei soldati borbonici, per le vie divorati dai cani! Eran cadaveri d'Italiani da Italiani sgozzati che, se cresciuti alla vita dei liberi cittadini, avrebbero servito efficacemente la causa del loro oppresso paese; ed invece, come frutto dell'odio, suscitato dai loro perversi padroni, essi, finivano straziati, sbranati dai loro propri fratelli, con tal rabbia da far inorridire le jene».
Il generale diede ordine di seppellire immediatamente i morti e il giorno stesso emise un decreto sul rimborso dei danni causati dalle truppe borboniche: i danneggiati sarebbero stati provvisoriamente indennizzati dai Comuni nei quali i danneggiamenti abbiano luogo, dopo la valutazione dei danni fatta da periti giurati, alla fine della guerra, i municipi sarebbero stati rimborsati dallo Stato delle spese sostenute; altresì era fatto obbligo ai "Municipii di soccorrere le famiglie di coloro che si battono in difesa della patria".
Nell'impossibilità di prendere provvedimenti, Garibaldi accettò la cittadinanza offertagli dal consiglio comunale di Partinico, ma la notte stessa diede ordine a Francesco Crispi di formare un Comitato di guerra con poteri giudiziari che fosse in grado di imporre un minimo di legalità e soffocare le altre prevedibili vendette popolari, come in effetti avvenne a Bronte poche settimane più tardi. La città venne lasciata dai garibaldini la sera del 18 maggio per il concentramento di truppe presso l'altopiano di Renda, vicino al centro abitato di Pioppo,  frazione di Monreale.